# 로즈 라이언

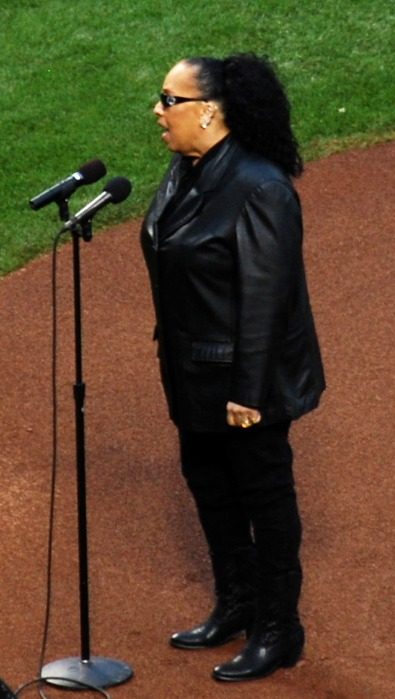

로즈 라이언(Rosalyn Bowen, 1951년 7월 7일 ~ )은 미국의 배우, 성우이다.
디트로이트에서 태어났다.

## 출연 작품
- 웨이팅 포 포에버 (2010년) - 도로시 역
- 킥 버토스키: 서버번 데어데블 (2010년) - 미시즈 피츠패트릭 역
- 그곳에선 아무도 거짓말을 하지 않는다 (2009년)
- 사랑하는 아내, 사랑스런 그녀 (2007, I Think I Love My Wife) - 랜드레이디 역
- 롤라 (2007년) - 우체국 직원 역
- 헤라클레스 (1997년) - 탈리아/뮤즈 목소리 역

### 텔레비전
- 헤라클레스 (1998년)